# Bechyně
Bechyně ([ˈbɛxɪɲɛ] Ausspracheⓘ; deutsch Bechin, auch Beching; Bechingen) ist eine Stadt in Tschechien. Sie liegt am Zusammenfluss von Smutná und Lainsitz im Jihočeský kraj.

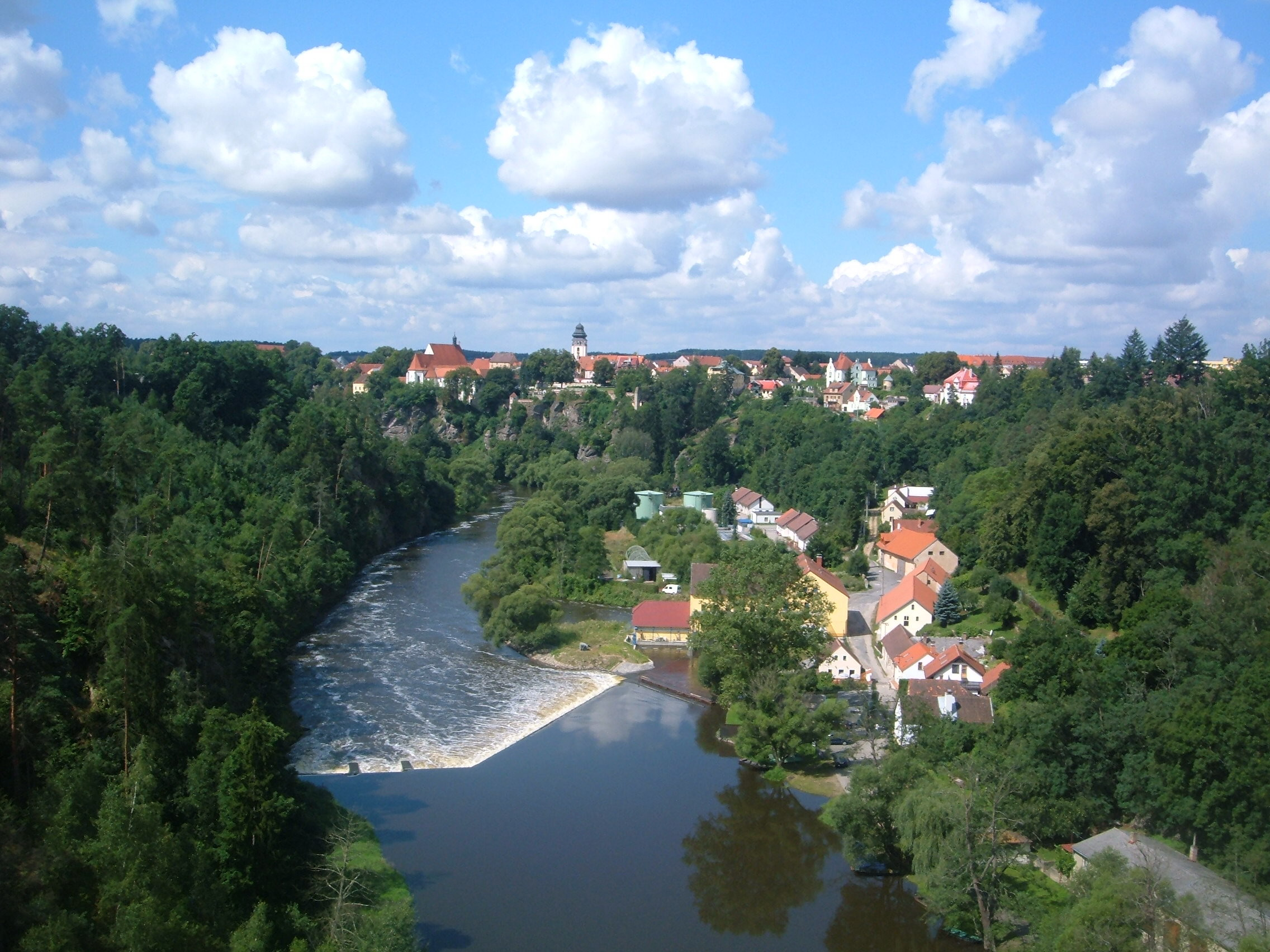
Ortsansicht

## Geschichte
Anhand archäologischer Ausgrabungen konnte nachgewiesen werden, dass auf dem Areal der späteren Burg bereits im 9. Jahrhundert eine vermutlich befestigte slawische Burgstätte existierte, die später in den Besitz des Bistums Prag überging. Bechyně ist für Anfang des 12. Jahrhunderts urkundlich belegt und fungierte in den nachfolgenden Jahrhunderten als Mittelpunkt des „Districtus Bechinensis“. Für die zweite Hälfte des 12. Jahrhunderts ist die Existenz eines Archidiakonats in Bechyně nachgewiesen.
Um 1268 fiel Bechyně an König Přemysl Ottokar II., der hier eine Burg errichtete, die 1283 erstmals erwähnt wurde. In der Vorburg wurde um 1284 ein Konvent des 1210 gegründeten Franziskanerordens (auch Minoriten oder Minderbrüder genannt) gegründet. Um 1340 erwarben die Herren von Sternberg Burg und Stadt Bechyně. Anfang des 15. Jahrhunderts war es im Besitz des Markgrafen Jobst von Mähren, von dem es nach kurzer Zeit an den Oberstlandschreiber Boček II. von Podiebrad († 1417) überging. Er tauschte 1414 Bechyně mit dem Königlichen Kämmerer und Landeshauptmann von Breslau Heinrich von Lazan gegen Stadt und Herrschaft Nachod sowie die benachbarte, damals zu Böhmen gehörende Herrschaft Hummel.
1422 und 1428 wurde Bechyně von den Taboriten zerstört. Nach der Schlacht bei Lipan, mit der die Hussitenkriege beendet wurden, gelangten 1434 die Nachkommen Heinrichs von Lazan, die sich nun Bechinie von Lazan nannten, wieder in den rechtmäßigen Besitz der Herrschaft Bechyně. Johann Bechinie von Lazan gab im Jahre 1444 der Stadt Bechyně die Stadtrechte zurück und erweiterte diese um weitere Privilegien.
1477 gelangte Bechyně wiederum an die Herren von Sternberg. Sie beriefen Ende des 15. Jahrhunderts erneut die Franziskaner, die auf dem Gelände des in den Hussitenkriegen zerstörten Klosters ein neues Kloster errichteten und die Klosterkirche Mariä Himmelfahrt wieder aufbauten. 1530 erwarben die Herren von Schwanberg Bechyně, von denen es 1569 an Peter Wok von Rosenberg fiel. Er residierte auf der Burg, die er durch den Baumeister Baldassare Maggi zu einem Renaissance-Schloss umbauen ließ. Während Peter Woks Regentschaft erlebten Stadt und Herrschaft Bechyně eine wirtschaftliche Blüte. Vermutlich weil er nach dem Tod seines Bruders Wilhelm von Rosenberg 1592 seinen Sitz auf das Schloss Krumlov verlegen musste, verkaufte Peter Wok von Rosenberg Bechyně 1596 wiederum an die Herren von Sternberg. Am 13. Juni 1700 ertranken Johann Joseph von Sternberg, seine Frau Marie Violanta Teresia, geborene von Preysing und ihre dreijährige Tochter Marie Violanta auf der Heimreise von einem Besuch der Heiligen Kapelle Altötting bei Passau im hochwasserführenden Inn. Marie Violanta Teresia von Sternberg wurde in der Bechiner Franziskanerkirche beigesetzt, die Leichen ihres Mannes und der Tochter wurden nicht gefunden. Erbin der Herrschaft Bechin wurde die einjährige Marie Theresie Violanta von Sternberg, die 1715 Leopold Graf von Paar heiratete, bei deren Nachkommen das Schloss bis zu deren Enteignung im Jahre 1948 verblieb.
Von wirtschaftlicher Bedeutung waren im 19. Jahrhundert neben der Landwirtschaft die Herstellung von Keramik sowie eine Brauerei. Durch die kohlensäurehaltigen Quellen, die als Moorbäder verabreicht wurden, erlangte Bechyně auch eine Bedeutung als Heilbad. Die 1903 von František Křižík gebaute Bahnstrecke Tábor–Bechyně war die erste elektrifizierte Eisenbahnlinie von Österreich-Ungarn.
Heute beherbergt Bechyně die älteste keramische Fachschule Tschechiens.

## Sehenswürdigkeiten
- Schloss Bechyně

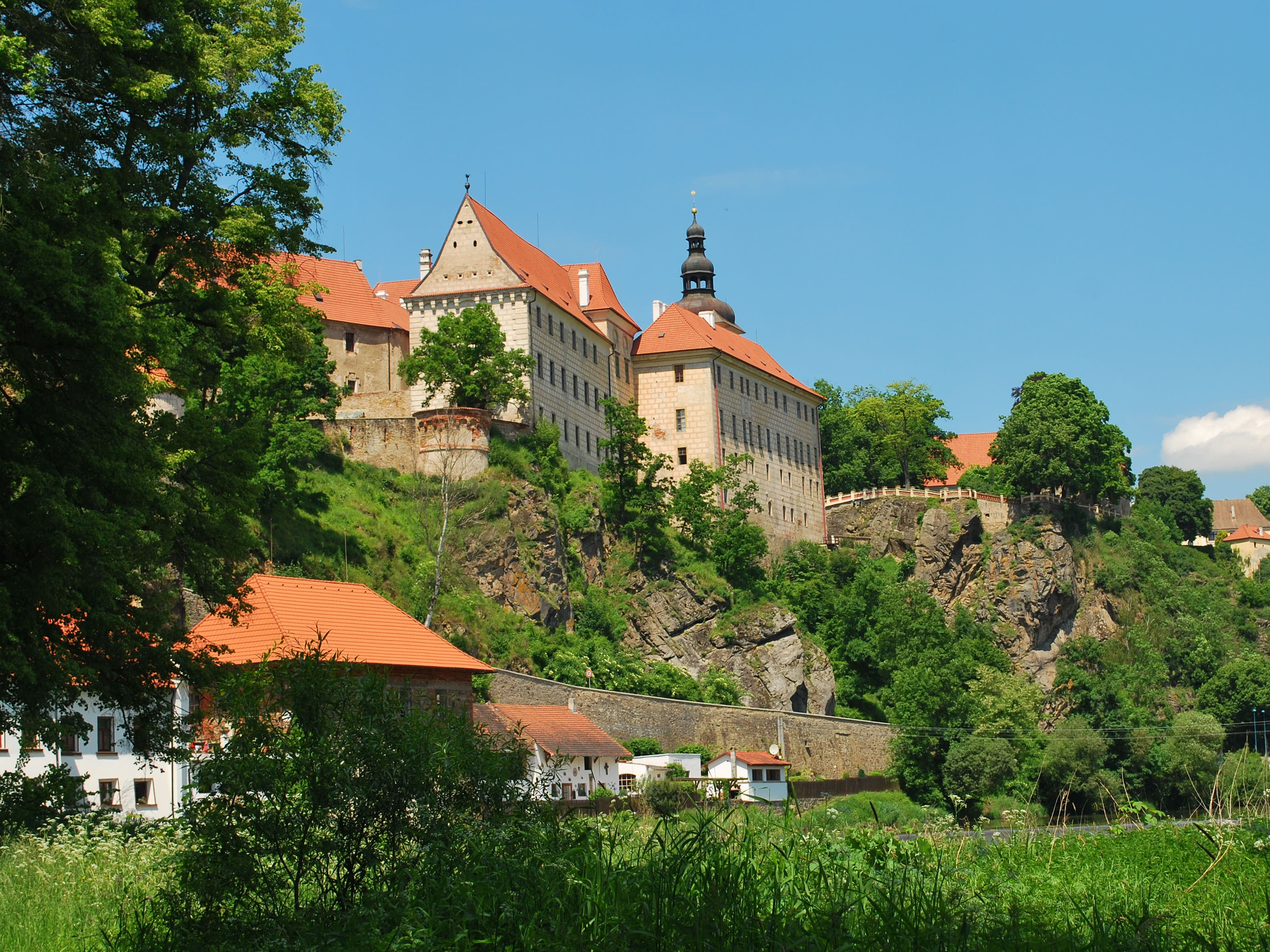
Schloss Bechyně

- Klosterkirche Mariä-Himmelfahrt mit einem Diamantengewölbe; die Krypta beherbergt mehrere Grabstätten.
- Die Friedhofskirche St. Michael wurde 1667–1670 durch Jan Norbert von Sternberg nach Plänen von Antonio de Alfieri errichtet.
- Bechyner Regenbogen, 1928 gebaute Stahlbetonbrücke über das Tal der Lainsitz.
- Ehemalige Synagoge und Jüdischer Friedhof

## Ortsteile
- Bechyně (Bechin)
- Hvožďany (Hwoschdian)
- Senožaty (Senoschat)

## Städtepartnerschaft
Bechyně pflegt die folgende Städtepartnerschaft:
- Heřmanův Městec, Tschechische Republik

## Persönlichkeiten
- Václav Dvořák (1921–2008), Bischofsvikar
- Rudolph Kaplunger (1746–1795), Bildhauer
- Karel Postl (1769–1818), Landschaftsmaler, Zeichner und Grafiker
- Carl Vogl (1866–1944), evangelischer Theologe
- Fürst Karl Johann Paar, Fürst von Paar auf Hartberg und Krottenstein (* 1834 in Bechin, verstorben 1917 in Wien)
- Eduard Graf von Paar (1837–1919), Generaladjutant des Kaisers Franz Joseph I., beigesetzt in Bechin
- Alois von Paar (1840–1909), k. u. k. General der Kavallerie